# Babe London
Babe London (nacida como Jean Glover, 28 de agosto de 1901-29 de noviembre de 1980) fue una actriz y comediante estadounidense, Es recordada sobre todo por su colaboración con Oliver Hardy en la película de 1931 Laurel y Hardy Our Wife.

## Carrera
London nació en 1901 en Des Moines, Iowa. Sus padres eran el Dr. David James Glover y Ruth Glover. Cuando la familia se trasladó a California, London estudió en la Escuela Preparatoria San Diego.
London comenzó su carrera en la pantalla siendo una adolescente, debutando en el cine en The Expert Eloper en 1919. Luego apareció en A Day's Pleasure, actuando junto a Charlie Chaplin. Ambos interpretaban a turistas mareados en un barco de excursión.[cita requerida] Tuvo el papel de Rosy Leadbetter en Merely Mary Ann (1920).
London apareció en más de 50 películas mudas, entre ellas The Perfect Flapper, The Boob y la versión de 1928 de Tillie's Punctured Romance protagonizada por W. C. Fields. Trabajó con muchos de los cómicos de la época, como Harry Langdon y Chester Conklin.
En el apogeo de su carrera, London pesaba 255 libras. Más tarde, una afección cardiaca le obligó a perder 45 kilos, y sus ofertas de cine disminuyeron junto con su peso. Nunca recuperó su éxito anterior. Su último papel más notable fue el de la enfermera desdentada Nora, a la que Shemp Howard le echó el ojo en la película de los Tres Chiflados Scrambled Brains. Su última aparición en el cine fue en Sex Kittens Go to College (1960).

## Años posteriores
A finales de la década de 1950, London inició una segunda carrera como pintora y dedicó los últimos 20 años de su vida a plasmar en lienzos los primeros años de Hollywood. Tituló la serie The Vanishing Era.

## Vida personal y muerte
En 1975, London se casó con el director musical de Hollywood `Phil Boutelje. Ambos estaban jubilados y vivían en el Motion Picture & Television Country House and Hospital de Woodland Hills, California, cuando se conocieron. Siguieron viviendo allí hasta que Boutelje murió el 29 de julio de 1979. London legó 75 de sus cuadros al American Heritage Center de la Universidad de Wyoming, junto con sus objetos personales.

## Filmografía seleccionada

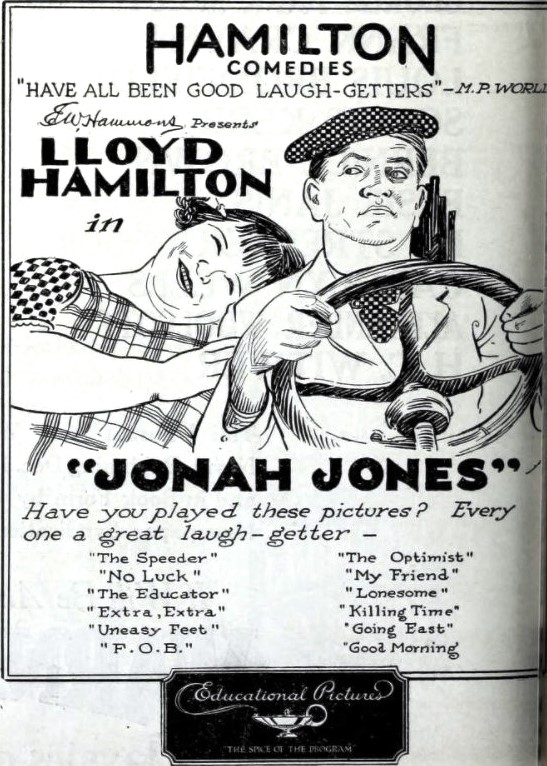
Cartel del cortometraje cómico estadounidense Jonah Jones (1924) con Lloyd Hamilton y Babe London.

| Año  | Título                           | Papel                                | Notas                                                                |
| ---- | -------------------------------- | ------------------------------------ | -------------------------------------------------------------------- |
| 1919 | When the Clouds Roll by          | Operadora de centralita              | Sin acreditar                                                        |
| 1919 | A Day's Pleasure                 | La esposa mareada de un hombre       | Sin acreditar                                                        |
| 1920 | Merely Mary Ann                  | Rosie Leadbatter                     |                                                                      |
| 1921 | Why Worry?                       |                                      |                                                                      |
| 1922 | The Weak-End Party               | Invitada de la fiesta                |                                                                      |
| 1923 | The Balloonatic                  | Gorda en The House of Trouble        | Sin acreditar                                                        |
| 1923 | The Handy Man                    | Un huésped                           |                                                                      |
| 1924 | Jonah Jones                      | Novia                                |                                                                      |
| 1925 | Go West                          | Mujer en grandes almacenes           | Sin acreditar                                                        |
| 1926 | Is That Nice?                    | Winnie Nash                          |                                                                      |
| 1927 | The Princess from Hoboken        | Princesa Sonia Alexandernova Karpoff |                                                                      |
| 1927 | Long Pants                       | Invitada de boda                     | Sin acreditar                                                        |
| 1927 | The Fortune Hunter               | Camarera                             |                                                                      |
| 1928 | The Awakening                    |                                      | Sin acreditar                                                        |
| 1930 | New Moon                         | Campesina pechugona en barco         | Sin acreditar                                                        |
| 1931 | Our Wife                         | Dulcy, la novia                      |                                                                      |
| 1933 | Hell Below                       | Chica gorda en un barco que pasa     | Sin acreditar                                                        |
| 1941 | Six Lessons from Madame La Zonga | Estudiante de danza                  | Sin acreditar                                                        |
| 1942 | Jackass Mail                     | Bailarina                            | Sin acreditar                                                        |
| 1943 | The Crystal Ball                 | Piloto de tándem                     | Sin acreditar                                                        |
| 1944 | Here Come the Waves              | Limpiacristales                      | Sin acreditar                                                        |
| 1945 | The Clock                        | Enfermera del laboratorio            | Sin acreditar                                                        |
| 1946 | No Leave, No Love                | Melissa, una WAC                     | Sin acreditar                                                        |
| 1947 | Road to Rio                      | Mujer                                | Sin acreditar                                                        |
| 1948 | Hollow Triumph                   | Señora del hotel con orquídea        | Sin acreditar                                                        |
| 1948 | The Snake Pit                    | Asistente                            | Sin acreditar                                                        |
| 1948 | Joan of Arc                      | Seguidora de campamentos             | Sin acreditar                                                        |
| 1948 | The Paleface                     | Mujer en caravana                    | Sin acreditar                                                        |
| 1949 | Anna Lucasta                     | Mujer en bar                         | Sin acreditar                                                        |
| 1950 | Mother Didn't Tell Me            | Mrs. Hadley                          | Sin acreditar                                                        |
| 1951 | Pleasure Treasure                |                                      |                                                                      |
| 1951 | Scrambled Brains                 | Nora                                 | cortometraje de los Tres Chiflados                                   |
| 1956 | Bundle of Joy                    | Mujer gorda                          | Sin acreditar                                                        |
| 1957 | The Unholy Wife                  | Cliente                              | Sin acreditar                                                        |
| 1955 | Sergeant Preston of the Yukon    | Mrs. Martin                          | Episodio: "Trouble at Hogback"                                       |
| 1959 | The Bob Cummings Show            |                                      | Episodio: "Bob Clashes with Ken"                                     |
| 1960 | Sex Kittens Go to College        | Miss Cadwallader                     | Títulos alternativos: The Beauty and the Robot Teacher Versus Sexpot |
| 1960 | The Best of Post                 | Shopper                              | Episodio: "The Little Terror"                                        |